# Paule Bourguignon
Paule Rosalie Marcelle Bourguignon (ca. 1922 - ca. 2008) was een lid van het Belgisch verzet in de Tweede Wereldoorlog. 
Bourguignon werkte bij het uitbreken van de Tweede Wereldoorlog bij Zeiss. Ze werd echter (collectief) ontslagen en verhuisde terug naar haar thuisdorp Lasne.
Bij Zeiss was Bourguignon een collega van de Jood Martin Benzen, die na zijn werk bij Zeiss aan de slag ging bij de Association des Juifs en Belgique (JAB). Op een dag in 1943 (1942?) belde de toen twintigjarige Bourguignon Benzen op om mee te delen dat ze met hem wilde trouwen omdat ze op de radio had gehoord dat de Duitsers gemengde koppels niet uiteenrukten, waardoor hij niet gedeporteerd zou kunnen worden. Ze trouwden effectief, maar waren op dat ogenblik geen koppel. Hij woonde in Brussel, zij in Lasne. 
Benzen werd door de JAB in 1943 opgedragen de leiding te nemen van een Joods weeshuis (de Duitsers lieten lange tijd Joodse weeshuizen toe). Dit weeshuis was geheel toevallig gelegen in Lasne, het dorp waar zijn "echtgenote" woonde. Zes maanden later zouden ze daadwerkelijk een koppel worden en ze bleven uiteindelijk 56 jaar getrouwd, tot Bourguignons overlijden.
In augustus 1944, toen de geallieerden oprukten, werd Benzen door de Joodse Associatie in België uitgenodigd voor een vergadering in Brussel. Hij stuurde echter zijn niet-Joodse vrouw Paule, die de volgende dag terugkwam met de mededeling dat de nazi's binnen de 48 uur alle kinderen wilden deporteren. De laatste bus was reeds vertrokken uit het dorp, en Paule richtte zich daarom tot het nabijgelegen klooster van de nonnen van de Sint-Lutgardis School. Moeder-overste Louise-Marie (Claire Delepaut) stemde ermee in dat de 52 kinderen 's nachts konden blijven. Bourguignon overtuigde vervolgens molenaar en mede-verzetslid Gaston Pasture om stro te brengen zodat de kinderen een provisoir bed konden inrichten.
De volgende ochtend bracht Bourguignons echtgenoot de meisjes naar een instituut voor minder begaafde kinderen in Rixensart, terwijl Paule de jongetjes hielp onderbrengen bij veilige adressen in de buurt.
Op 17 juli 1991 verleende het Jad Wasjem Bourguignon de titel Rechtvaardige onder de Volkeren.